# 3月0日
3月0日とは、3月1日の前日、すなわち2月の末日（平年では2月28日、閏年では2月29日）のことである。
「3月0日」という表現が最初に用いられたのはMicrosoft Excelのような表計算ソフトにおいてである。グレゴリオ暦・ユリウス暦では2月に閏日が置かれ、年によってその日数が変わるため、その影響を受けずに2月末日の日付を表現するのに「3月0日」という表現を用いている。
「3月0日」は天文学において2月末日を表現するのに用いられることがある。